# Mamona (demon)
Mamona, Mamon sau Mammon este un termen care provine din greacă.
Grecii antici aveau mulți zei pentru fiecare lucru sau stare în parte.
Unul dintre acești zei era Mamona, care era responsabil cu lăcomia de bani, goana nebună după lucruri materiale și posesiuni.
În cap. 6, vers. 24 din Evanghelia după Sf. Matei, Iisus Hristos face referire la acest demon, spunându-ne că atunci când acesta posedă oamenii, ei nu îl mai pot vedea sau sluji pe Dumnezeu, ei nu pot coexista în viața unui om.

Pictura "Adorarea Mamonei", din 1909, a lui Evelyn De Morgan

De asemenea în satanism se vorbește despre el ca o entitate ce se răspunde la numele de „Zeus”.
„Zeus (Mammon) are părul ondulat și de culoarea platinei, ochi de un albastru deschis, poartă o coroană de dafin, o togă albă, și este bine făcut”, a declarat Înalta Preoteasă Maxine Dietrich, fondatoarea site-ului BLS.